# Carl Krüger (Jurist)
Carl Ernst Friedrich Julius Krüger (* 14. März 1815 in Schwerin; † 7. März 1883 in Wittenburg) war ein deutscher Advokat und Abgeordneter.

## Leben
Carl Krüger war der Sohn des Stadtrichters Carl Wilhelm Krüger (* 1786) und dessen Frau Caroline Friederike, geb. Zinck (* 1792). 1819 wurde sein Vater als Justizrat an die Justizkanzlei nach Rostock versetzt; so besuchte er die Große Stadtschule in Rostock, die er Ostern 1835 mit Auszeichnung abschloss. Er studierte Rechtswissenschaften an der Universität Rostock. Nach Abschluss seines Studiums wurde er 1841 Advokat und Prokurator an der großherzoglichen Justizkanzlei Schwerin. 1843 war er in Lübz tätig, und ab 1844 war er Kanzlei-Advokat und Richter am Patrimonialgericht  für die Besitzungen des Grafen Friedrich von Oeynhausen in Wittenburg. Später erhielt er auch die Zulassung als Notar. 1849 amtierte er geschäftsführend als Stadtrichter in Hagenow. Mit der Reform des mecklenburgischen Justizwesens als Folge der Reichsjustizgesetze wurde er 1879 zum Amtsrichter am Amtsgericht Wittenburg ernannt und 1881 zum Oberamtsrichter befördert.
Schon seit 1844 war Krüger Einnehmer für die ritterschaftlichen Eingesessenen des Amtes Wittenburg, Mecklenburgischer Kreis und blieb dies bis 1880.
Bei der durch die Revolution in Mecklenburg (1848) möglich gewordenen Wahl am 3. Oktober 1848 wurde er im Wahlkreis Mecklenburg-Schwerin 5: Wittenburg zum Mitglied der Mecklenburgischen Abgeordnetenversammlung gewählt. Hier wurde er Schriftführer und schloss sich zunächst der Fraktion der Reformvereine, der Linken, und dann der sich davon abspaltenden Fraktion der gemässigten Linken bzw. dem linken Centrum an, in dem er eine führende Position einnahm. Er war Mitglied und 1. Schriftführer im Justizausschuss und Vizepräsident des diesem zugeordneten Ausschußes für den Entwurf einer Stadtordnung nicht nur, sondern auch einer Landgemeindeordnung.
1850 wählte ihn die Abgeordnetenversammlung zum Mitglied des Staatenhauses für Mecklenburg im Erfurter Unionsparlament, das vom 20. März bis zum 29. April 1850 tagte.
Carl Krüger war seit 1844 verheiratet mit seiner Cousine Marie (Charlotte Juliane), geb. Krüger (* 1822), der Tochter des Advokaten, Hofrats und ritterschaftlichen Sekretärs Hans Krüger (1796–1842) aus Wittenburg. Zum Zeitpunkt der Volkszählung 1867 in Mecklenburg-Schwerin lebten in seinem Wittenburger Haushalt in der Steinthorschen Vorstadt Nr. 127 neben seiner Frau und einem Dienstmädchen drei Töchter: Anna (* 1847), Marie (* 1850) und Caroline (* 1851); zwei Söhne, Carl (* 1845) und Paul (* 1852) hielten sich gerade auswärts in Heidelberg bzw. Wismar auf.